# أبو جبار
أبو جبار  قرية سوريّة تتبع إداريّاً لمحافظة حلب منطقة الباب ناحية تادف، بلغ تعداد سكانها 2,821 نسمة حسب التعداد السكاني لعام 2004.وهم من أبناء عشيرة الوهب من قبيلة شمر الأسلم ويوجد فيها ديوان الشيخ حسين ابراهيم النهار شيخ عشيرة الوهب